# Cyathostemma nitidum
Cyathostemma nitidum là loài thực vật có hoa thuộc họ Na. Loài này được Bakh.f. mô tả khoa học đầu tiên năm 1963.